# Tour Scotia
La Torre Scotia (en inglés: Scotia Tower) es un rascacielos levantado en 1990 en el centro de Montreal, Quebec, Canadá. 

## Diseño
El edificio tiene 27 plantas y 127,64 metros de altura. Fue diseñado por los estudios WZMH Architects y construido entre 1985 y 1990. Está construido en el estilo arquitectónico postmoderno, con las fachadas de granito y vidrio y ubicado en el número 1002 de Sherbrooke Street West, frente a McTavish Street. Enlaza con el metro de Montreal, concretamente con la estación denominada Peel.

## Scotiabank, banco internacional

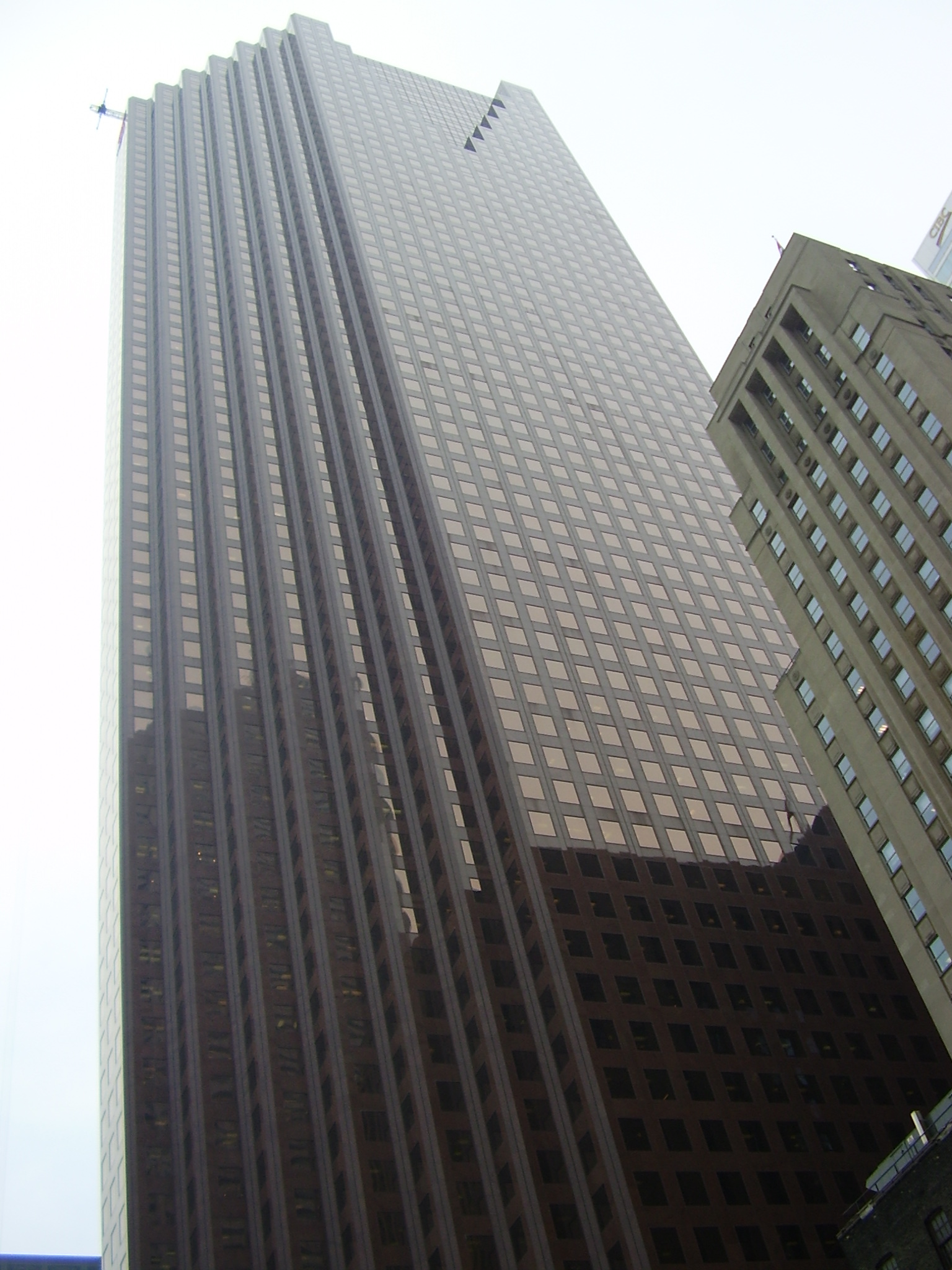
Scotia Plaza, sede de Scotiabank en Toronto, Ontario, Canadá.

La Torre Scotia de Montreal pertenece al grupo Scotiabank, uno de los cinco mayores bancos de Canadá, líder en Latinoamérica y con intereses en Rusia y países asiáticos. 